# Битва при Йютербоге
Битва при Йютербоге — сражение Тридцатилетней войны, состоявшееся 23 ноября 1644 года между шведскими войсками во главе с Леннартом Торстенссоном и имперской армией под командованием Матиаса Галласа. Битва закончилась победой шведских войск.

## Предыстория
Фельдмаршал Леннарт Торстенссон неожиданно вошёл в Ютландию в сентябре 1643 года (см. Датско-шведская война). В то время как он был занят боевыми действиями в Дании, имперская армия под командованием графа Матиаса Галласа направилась на север в сторону Ютландии с целью блокировать шведскую армию на полуострове и там уничтожить её. Император получил из Дании просьбу о помощи и также заверения в том, что шведские войска сильно измотаны и не представляют собой серьёзной угрозы. Однако Торстенссон, получив известия о приближении 15-тысячной армии Галласа, угрожающей шведским крепостям на немецком побережье Балтийского моря, повернул свою армию и направился на юг, намереваясь разбить имперцев.
Галлас приказал войскам строить засеки и окопы и обороняться к югу от реки Айдер в Гольштейне, пытаясь заманить в ловушку шведскую армию, шедшую из Ютландии. Эта тактика успеха не имела, так как Торстенссон перехитрил противника, прорвав имперские позиции в нескольких местах и обозначив угрозу тылам Галласа и имперским районам на юге. Имперская армия начала отступать на юг. В течение лета 1644 года войска шведов преследовали отступающего противника и в конце сентября вновь догнали имперскую армию.
Галлас снова приказал войскам строить сильные оборонительные рубежи в ожидании подхода подкреплений. Имперцы занимали позиции к югу от Магдебурга и вскоре были окружены армией Торстенссона: шведы перехватили все поставки продовольствия для армии Галласа. В конечном итоге, исчерпав запасы продовольствия, имперцы начали терять людей от болезней и голода. Значительное число людей и животных умерло, и Галлас, не видя иного выхода, кроме как оставить больных, большую часть своей артиллерии, а также обоз, начал искать защиты за стенами Магдебурга. Ситуация повторилась, когда шведские войска блокировали город и перекрыли все поставки продовольствия. Во время осады однажды ночью имперская кавалерия совершила безуспешную попытку прорваться.

## Битва
Шведы догнали имперскую кавалерию в окрестностях города Йютербог. Почти вся кавалерия была уничтожена, из первоначальных 4 тысяч кавалеристов только нескольким сотням удалось уйти. Шведы захватили 3,5 тысячи лошадей.

## Последствия
Через некоторое время имперцы, остававшиеся в Магдебурге, решились на очередной прорыв. Они уже вынуждены были питаться кошками и собаками, и ситуация стала ещё более отчаянной, когда и этот источник пищи иссяк. Большая часть солдат попыталась перейти на сторону шведов, но так как они были слишком слабыми от истощения, шведы им отказали.
После того, как дрейфующий лёд разрушил шведские мосты на реке Эльба, имперцы предприняли отчаянную попытку вырваться из окружения. Им удалось уйти на юго-восток в Чехию. Только 2 тысячам солдат из 15 тысяч, составлявших армию Галласа летом 1644 года, удалось спастись. В результате тяжёлого поражения в кампании и тактических ошибок, которые он допустил, Галлас был отстранён от командования.